# وليام جون بيتي
وليام جون بيتي وبالأنجليزي (William John Beattie) هو شخصية كندية كانت متشددة في اليمين المتطرف والنازية الجديدة. وُلد في عام 1965 وتوفي في عام 2016.
بيتي كان ينشط في الساحة السياسية الكندية، وكان يروج لأفكار النازية والتمييز العنصري والكراهية، وكان يعتبر نفسه قائدًا لحركة النازيين الجدد في كندا. وكان يتحدث باستمرار في المنتديات والمؤتمرات والمظاهرات المتطرفة، وكان يحاول تجميع المؤيدين لأفكاره.
وكان بيتي متورطًا في عدة أعمال عنف وجرائم كراهية، وقد تم اعتقاله ومحاكمته عدة مرات بتهم مختلفة، بما في ذلك تهم التحريض على الكراهية وإطلاق النار على الشرطة

## وفاته
توفي ويليام جون بيتي في حادث سيارة في مدينة ميسيساغا بمقاطعة أونتاريو الكندية في 13 مارس 2016. وقد نشرت عدة تقارير في وسائل الإعلام المحلية والدولية عن وفاته في ذلك الوقت، وتم تأكيد هذه المعلومات من قبل السلطات المحلية في أونتاريو. وكان بيتي متورطًا في الحركات اليمينية المتطرفة وحركة النازيين الجدد في كندا، وكان يروج لأفكار العنصرية والكراهية والتمييز العنصري.